# Danielle Poleschuk
Danielle Poleschuk (Winnipeg, 23 gennaio 1986) è un'ex sciatrice alpina e sciatrice freestyle canadese.
Nell'ultimo scorcio della sua carriera (stagioni 2013-2014) si iscrisse alle liste FIS come Danielle Sundquist.

## Biografia

### Stagioni 2002-2008
Attiva inizialmente nello sci alpino, la Poleschuk iniziò a disputare gare FIS nel dicembre del 2001; in Nor-Am Cup esordì il 22 marzo 2002 a Nakiska in slalom gigante (46ª) e conquistò tre podi, tutti in supergigante: le vittorie del 6 febbraio 2005 ad Apex e del 12 dicembre 2005 a Panorama e il 3º posto dell'8 febbraio 2006 a Big Mountain.
In Coppa del Mondo esordì il 1º dicembre 2006 a Lake Louise in discesa libera (55ª), ottenne il miglior piazzamento  il 19 gennaio 2008 a Cortina d'Ampezzo nella medesima specialità (44ª) e prese per l'ultima volta il via il 24 febbraio successivo a Whistler in supercombinata, senza completare la gara. Continuò a gareggiare nello sci alpino fino al termine dei quella stessa stagione 2007-2008 (la sua ultima gara fu il supergigante FIS disputato il 13 aprile a Mammoth Mountain e chiuso dalla Poleschuk al 10º posto), senza prendere parte a rassegne olimpiche o iridate.

### Stagioni 2009-2014
Dalla stagione 2008-2009 si dedicò al freestyle, specialità ski cross, debuttando in occasione della gara di Australia New Zealand Cup di Mount Hotham del 23 agosto (8ª); esordì in Coppa del Mondo il 5 gennaio 2009 a Sankt Johann in Tirol (32ª) e ai Campionati mondiali a Inawashiro 2009 (14ª). Ai XXI Giochi olimpici invernali di Vancouver 2010, sua unica presenza olimpica, si classificò al 19º posto; il 12 marzo dello stesso anno conquistò a Grindelwald il suo unico podio in Coppa del Mondo (3ª).
Ai Mondiali di Deer Valley 2011 e di Oslo/Voss 2013 (sua ultima presenza iridata) si piazzò rispettivamente al 13º e al 22º posto. Si ritirò al termine della stagione 2013-2014; prese per l'ultima volta il via in Coppa del Mondo il 23 marzo a La Plagne (21ª) e la sua ultima gara in carriera fu quella dei Campionati canadesi 2014, l'11 aprile a Sunshine, chiusa dalla Poleschuk al 4º posto.

## Palmarès

### Sci alpino

#### Nor-Am Cup
- Miglior piazzamento in classifica generale: 12ª nel 2007
- 3 podi:
  - 2 vittorie
  - 1 terzo posto

##### Nor-Am Cup - vittorie
| Data             | Località | Paese  | Specialità |
| ---------------- | -------- | ------ | ---------- |
| 6 febbraio 2005  | Apex     | Canada | SG         |
| 12 dicembre 2005 | Panorama | Canada | SG         |

Legenda:

SG = supergigante

#### Campionati canadesi
- 2 medaglie:
  - 2 bronzi (discesa libera nel 2006; discesa libera nel 2008)

### Freestyle

#### Coppa del Mondo
- Miglior piazzamento in classifica generale: 23ª nel 2010
- Miglior piazzamento nella Coppa del Mondo di ski cross: 7ª nel 2010
- 1 podio:
  - 1 terzo posto

#### Nor-Am Cup
- Miglior piazzamento nella classifica di ski cross: 15ª nel 2014
- 3 podi:
  - 2 vittorie
  - 1 secondo posto

##### Nor-Am Cup - vittorie
| Data            | Località        | Paese       | Specialità |
| --------------- | --------------- | ----------- | ---------- |
| 28 gennaio 2009 | Copper Mountain | Stati Uniti | SX         |
| 6 febbraio 2014 | Copper Mountain | Stati Uniti | SX         |

Legenda:

SX = ski cross

#### South American Cup
- 2 podi:
  - 2 secondi posti

#### Campionati canadesi
- 1 medaglia:
  - 1 bronzo (ski cross nel 2010)